# Серёгин, Иван Тимофеевич
Иван Тимофеевич Серёгин (9 сентября 1933, Богородское, Башкирская АССР — 24 июня 1996, Краснохолмский, Башкортостан) — нефтяник, лауреат Государственной премии СССР (1983). Отличник нефтяной промышленности СССР (1979).

## Биография
Иван Тимофеевич Серёгин родился 9 сентября 1933 года в с. Богородское Мелеузовского района БАССР.
С 1952 года работал в ПО «Башнефть» бурильщиком Калтасинской конторы бурения, в 1962—1994 году — буровым мастером Краснохолмского УБР.
Участвовал в разведке, открытии и разработке Бураевского, Кузбаевского, Надеждинского, Орьебашевского нефтяных месторождений.

## Награды и звания
- Государственная премия  СССР (1983)
- Ордена Трудового Красного Знамени (1981), «Знак Почёта» (1966).